# چالوتپه
چالوتپه مربوط به هزاره ۴ و ۳ قبل از میلاد است و در شهرستان بیجار، روستای گرگین واقع شده و این اثر در تاریخ ۱۸ مهر ۱۳۵۶ با شمارهٔ ثبت ۱۴۷۵ به‌عنوان یکی از آثار ملی ایران به ثبت رسیده است.